# BAP Arica (R-4)
Pour les articles homonymes, voir BAP Arica.
Le BAP Arica initialement appelé BAP R-4, est l’un des sous-marins commandés par la marine péruvienne à la Electric Boat Company. Il a été rebaptisé Arica en l’honneur de la bataille d'Arica, qui s’est produite pendant la Guerre du Pacifique (1879-1884).

## Contexte historique
Après le désarmement des submersibles BAP Teniente Ferré et BAP Teniente Palacios, la marine péruvienne était dans une période d’inactivité matérielle en matière de sous-marins. Après une situation diplomatique délicate avec le Chili (en raison de la question de Tacna et d'Arica) et au vu du profond déséquilibre entre la marine chilienne et la marine péruvienne, une commande a été émise pour construire deux sous-marins aux États-Unis. Dans une deuxième phase, le gouvernement péruvien a approuvé l’achat de deux autres sous-marins : le R-3 et le R-4.

## Arrivée au Pérou et visite officielle au Chili
Le R-4 a appareillé le 17 octobre 1928, aux côtés de son sister-ship le R-3, vers le port de Callao, où il est arrivé le 5 novembre. Quatre ans plus tard, avec les sous-marins R-1, R-2 et R-3, il fit partie de l’escadre qui accompagna les croiseurs Almirante Grau et Coronel Bolognesi vers le port chilien de Valparaíso, lors d’une visite officielle à l’occasion de la signature du Traité de Lima (1929) entre ces deux pays.

## Guerre colombo-péruvienne
En 1932, le sous-marin R-4 reçoit son baptême du feu en intervenant dans la guerre colombo-péruvienne, avec le sous-marin R-1 et le croiseur Almirante Grau. Ils naviguent dans l’Atlantique et remontent l’Amazone. Là, ils ont affronté les forces navales envoyées par l’État colombien.

## Guerre péruano-équatorienne
En 1941, au début du conflit avec l'Équateur, le R-4 se trouvait, avec le R-3, en grande visite et en carénage. Se dirigeant vers le théâtre des opérations le 25 juillet, il se joint à l’escadre le 27. Basé à Zorritos, il a effectué des missions de patrouille dans les ports de la côte nord, du golfe de Guayaquil et des incursions dans le canal de Jambelí.
En raison du retrait total des navires équatoriens vers Guayaquil, et étant donné qu’il n’y avait plus de menace sur le littoral, les navires de la marine péruvienne se replièrent vers Callao. Le R-4 partira le 25 octobre 1941.

## Révision, changement de nom et désarmement
En 1950, il a été envoyé aux États-Unis pour une révision. En 1957, le R-4 a été rebaptisé Arica. L’année suivante, en raison de l’achat de sous-marins plus modernes, toutes les unités de classe R appartenant à la marine péruvienne ont été radiées après 32 ans de service.